# Aloe dewetii
Aloe dewetii är en grästrädsväxtart som beskrevs av Gilbert Westacott Reynolds. Aloe dewetii ingår i släktet Aloe och familjen grästrädsväxter. Inga underarter finns listade i Catalogue of Life.